# Comté de Potter (Dakota du Sud)
Pour les articles homonymes, voir Comté de Potter.
Le comté de Potter est un comté situé dans l'État du Dakota du Sud, aux États-Unis. En 2020, sa population est de 2 472 habitants. Son siège est Gettysburg.

## Histoire
Créé en 1875, le comté porte d'abord le nom d'Ashmore, en référence à Samuel Ashmore, membre de la législature du territoire du Dakota. Le comté est renommé en 1877 en l'honneur de son collègue le docteur Joel A. Potter.

## Villes du comté
- City :
  - Gettysburg
- Towns :
  - Hoven
  - Lebanon
  - Tolstoy

## Démographie
Selon l'American Community Survey, en 2010, 97,15 % de la population âgée de plus de 5 ans déclare parler l'anglais à la maison, 1,05 % l'espagnol et 1,8 % une autre langue.
| 1890  | 1900  | 1910  | 1920  | 1930  | 1940  |
| ----- | ----- | ----- | ----- | ----- | ----- |
| 2 910 | 2 988 | 4 466 | 4 382 | 5 762 | 4 614 |

| 1950  | 1960  | 1970  | 1980  | 1990  | 2000  |
| ----- | ----- | ----- | ----- | ----- | ----- |
| 4 688 | 4 926 | 4 449 | 3 674 | 3 190 | 2 693 |

| 2010  | - | - | - | - | - |
| ----- | - | - | - | - | - |
| 2 329 | - | - | - | - | - |